# بيري هاريس
بيري هاريس (بالإنجليزية: Perry Harris)‏ هو لاعب اتحاد الرغبي نيوزلندي، ولد في 11 يناير 1946 في فيلدلينغ ‏ في نيوزيلندا.